# Frede
Frede, née Suzanne Jeanne Baulé  à Paris le 8 novembre 1914-1976, est une animatrice puis directrice de cabarets, à Paris et Biarritz. Elle a été une personnalité marquante des nuits parisiennes. Lesbienne affichée, première à autoriser des femmes à danser ensemble dans un cabaret classique, elle est connue notamment pour ses liaisons avec les actrices Marlene Dietrich, Zina Rachevsky, Lana Marconi et María Félix. L'écrivain Patrick Modiano l'évoque dans plusieurs de ses livres.

## Biographie

### Débuts au Monocle et rencontre avec Marlene Dietrich
Suzanne Jeanne Baulé naît à Paris le 8 novembre 1914, d'une ouvrière plumassière et d'un agent d'assurances, qui l'appellent Jeannette. Ils habitent 19, rue Labat, dans le quartier de Clignancourt (18e arrondissement),. Suzanne étudie à l'école d'art appliqué Duperré avant de commencer à travailler aux Folies-Bergère, où elle peint des décors. Puis elle devient entraîneuse au Monocle, bar lesbien situé boulevard Edgar-Quinet, à Paris. C'est à cette époque qu'elle adopte le pseudonyme de Frede qu'elle conservera toute sa vie, ainsi que le costume masculin. Un soir de décembre 1935, au Monocle, elle fait la connaissance d'Anaïs Nin. Dans son journal intime, celle-ci décrit les yeux bleus « lumineux » de Frede, son « visage rond », son « petit nez » et ses « traits doux ».
C'est également au Monocle qu'elle rencontre, en 1936, Marlene Dietrich, avec laquelle elle vivra une liaison amoureuse jusqu'à la guerre. Les deux femmes resteront amies jusque dans les années 1970, ainsi qu'en témoigne la correspondance conservée aux archives Marlene Dietrich de Berlin.[réf. nécessaire]
Avec l'appui de Marlene Dietrich, Frede quitte Le Monocle et ouvre en décembre 1938, au 58, rue Notre-Dame-de-Lorette, près de Pigalle, son propre cabaret féminin, appelé La Silhouette, en hommage à l'un des plus célèbres cabarets pour femmes de Berlin, qu'affectionnait Marlene Dietrich.

### La guerre
Peu après le déclenchement de la Seconde Guerre mondiale, en septembre 1939, Frede quitte Paris et La Silhouette, et part en exode à Biarritz. En décembre 1939, elle y ouvre avec son associée Germaine Dupuy un établissement de nuit, Le Touch-Wood, sur le boulevard de la Grande-Plage.
Elle reste à Biarritz jusqu'en 1943, année où elle revient provisoirement à Paris. Elle travaille alors quelque temps au Triolet, rue Galilée, en haut des Champs-Élysées, puis passe la fin de la guerre cachée avec son jeune frère Pierre à Voisines, un village de l'Yonne.

### Le Carroll's
Revenue à Paris à la fin de la guerre, Frede tient en 1945-1946 un bar de nuit situé square Villaret-de-Joyeuse. En 1948, elle est embauchée comme directrice du cabaret Le Carroll's, situé 36, rue de Ponthieu, tout près des Champs-Élysées. Elle en fait l'un des cabarets les plus chics de Paris, avec des spectacles de qualité (Charles Aznavour, Dany Dauberson, Mouloudji, l'orchestre de Ruddy Castell, etc.), dont on retrouve la trace dans un disque de 1959, Une soirée exceptionnelle au Carroll’s présentée par Frede. Ces spectacles attirent de nombreuses personnalités, issues notamment du monde du cinéma : Brigitte Bardot, Arletty, Orson Welles, Gary Cooper, Rita Hayworth, Marlon Brando, Jean Gabin, Françoise Sagan, Erich von Stroheim, etc.
En 1949, Frede sera la première à permettre à des femmes à danser ensemble dans un cabaret classique, alors que la loi l'interdit. Peu à peu, elle modifie l'ambiance du Carroll's, qui devient un lieu où les lesbiennes peuvent se retrouver.
Durant cette période, elle entretient des liaisons avec les actrices Zina Rachevsky et Lana Marconi, la dernière épouse de Sacha Guitry. « J’ai pratiquement vécu chez Sacha pendant quatre ans », a raconté Frede en 1974. Elle vivra également une relation passionnée avec la vedette mexicaine Maria Félix. Les deux femmes ont habité ensemble à l'hôtel George-V, et Frede a suivi María Félix sur ses tournages à Buenos Aires et São Paulo. Leur violente rupture, en 1954, a donné lieu à un procès, María Félix voulant reprendre des bijoux qu'elle avait offerts à Frede et l'accusant de vol. María Félix a perdu son action en justice, et Frede a conservé les bijoux.
En 1960, le propriétaire du Carroll's, Jacques Sicre, estime que Frede a fait son temps. Il confie l'établissement à un ancien comédien, François Patrice, qui le renomme La Licorne. Frede et sa compagne américaine Miki Leff, recréent, de leur côté, une boîte de nuit encore appelée Le Carroll's, au 12, rue Sainte-Anne (l'ex-Vie Parisienne, tenue avant la Seconde Guerre mondiale par Suzy Solidor, et reprise ensuite par Colette Mars). Il n'est plus question d'orchestre mais la clientèle reste assez sélect. On y croise Salvador Dali, Michèle Morgan, Pauline Carton, Darryl Zanuck ou encore Marlene Dietrich.
Mais atteinte d'une leucémie, Frede vend finalement, en septembre 1970, ce second Carroll's à Fabrice Emaer[source secondaire souhaitée], pour se retirer dans sa maison de campagne à Mareil-le-Guyon. Elle y mourra, assistée par sa compagne Miki, le 13 février 1976.
« Celle qui, pour l’état civil, ne fut jamais que Frédérique Baulé doit être considérée comme un des plus grands séducteurs de son époque », écrira France-Soir de manière erronée dans sa nécrologie. Elle est inhumée au cimetière de Mareil-le-Guyon.

## Personnage de Patrick Modiano
L'écrivain Patrick Modiano, dont la mère connaissait Frede, a été marqué par cette femme étonnante, toujours vêtue en homme. Il en fait un des personnages de son roman Remise de peine et choisit un dessin la représentant pour illustrer la couverture des deux premières éditions de poche (collection Folio). Il l'évoque également dans son autobiographie Un pedigree (coll. Folio., p. 35-36).

## [12]Notes et références
1. ↑  « Visionneuse - Archives de Paris », sur archives.paris.fr, page 185/659 (consulté le 2 mars 2019)
2. ↑  Alexandra Schwartzbrod, « Frede, masculine singulière », sur Libération (consulté le 3 décembre 2021)
3. ↑  « Frede, masculine singulière », sur Libération (consulté le 1er mars 2018)
4. ↑  Nin, Anaïs, 1903-1977., Commengé, Béatrice. et Stuhlmann, Gunther. (trad. de l'anglais), Le Feu : tiré du "Journal de l'amour", Paris, Stock, 1997, 533 p. (ISBN 2-234-04783-8, OCLC 37749918, lire en ligne)
5. ↑  La Gazette de Biarritz, 23 décembre 1939
6. 1 2  "Frede". Épisode de la série télévisée « Dim, Dam, Dom » produite par Daisy de Galard. Réalisation : Pierre Philippe. France, 1971.
7. ↑  « Une Soirée exceptionnelle au Carroll's présentée par Frede », sur Gallica (consulté le 1er mars 2018).
8. ↑  Denis Cosnard, « A la recherche de Conchita Lopez, l’inconnue des lettres du métro parisien », sur lemonde.fr, 14 janvier 2024 (consulté le 24 février 2024).
9. 1 2 3  Denis Cosnard, Frede - Belle de nuit, Éditions des Équateurs, 2017, 234 p. (ISBN 978-2-84990-499-2, OCLC 989824609)..
10. ↑  François-Patrice, Mille nuits plus une, Téménos, 1996, 382 p..
11. ↑  Modiano, Patrick, 1945-, Un pedigree, Gallimard, 2005 (ISBN 978-2-07-032102-5, OCLC 69494886, lire en ligne)
12. ↑  Denis Cosnard, « A la recherche de Conchita Lopez, l’inconnue des lettres du métro parisien », Le Monde,‎ 14012023 (lire en ligne)